# Kimberleyeleotris hutchinsi
The Mitchell gudgeon (Kimberleyeleotris hutchinsi) là một loài cá thuộc họ Cá bống đen. Nó là loài đặc hữu của Úc.